# Orestiada
Orestiada (Grieks: Ορεστιάδα) is sedert 2011 een fusiegemeente (dimos) in de Griekse bestuurlijke regio (periferia) Oost-Macedonië en Thracië. Niet te verwarren met de gemeente Orestida in West-Macedonië.
De vier deelgemeenten (dimotiki enotita) van de fusiegemeente zijn:
- Kyprinos (Κυπρίνος)
- Orestiada (Ορεστιάδα)
- Trigono (Τρίγωνο)
- Vyssa (Βύσσα)